# Csingiling és a nagy verseny
A Csingiling és a nagy verseny (eredeti cím: Tinker Bell and the Pixie Hollow Games) 2011-ben bemutatott amerikai televíziós 3D-s számítógépes animációs film, amely a A Csingiling-filmek televíziós különkiadása. Az animációs játékfilm rendezője Bradley Raymond, producere Helen Kalafatic. A forgatókönyvet David H. Steinberg írta, a zenéjét Joel McNeely szerezte. A tévéfilm a DisneyToon Studios és a Prana Studios gyártásában készült, a Walt Disney Pictures forgalmazásában jelent meg.
Amerikában 2011. november 19-én az amerikai Disney Channel-ön mutatták be a televízióban, Magyarországon 2012. április 4-én adták ki DVD-n.

## Szereplők
Kórus: Bolba Éva, Boros Sándor, Boros Tibor, Csapó József, Fellegi Lénárd, Náray Erika, Péter Barbara